# Sangano
Sangano is een gemeente in de Italiaanse provincie Turijn (regio Piëmont) en telt 3767 inwoners (31-12-2004). De oppervlakte bedraagt 6,7 km², de bevolkingsdichtheid is 562 inwoners per km².

## Demografie
Sangano telt ongeveer 1411 huishoudens. Het aantal inwoners steeg in de periode 1991-2001 met 14,4% volgens cijfers uit de tienjaarlijkse volkstellingen van ISTAT.
| Jaar | Inwoneraantal |
| ---- | ------------- |
| 1991 | 3238          |
| 2001 | 3705          |

## Geografie
Sangano grenst aan de volgende gemeenten: Reano, Villarbasse, Trana, Rivalta di Torino, Bruino, Piossasco.